# Yu Kobayashi
Yu Kobayashi (小林 悠, Kobayashi Yu, Machida, 23 september 1987) is een Japans voetballer die doorgaans speelt als spits. In januari 2010 verruilde hij Mito HollyHock voor Kawasaki Frontale. Kobayashi maakte in 2014 zijn debuut in het Japans voetbalelftal.

## Clubcarrière
Kobayashi speelde in 2008 voor Mito HollyHock. Hij debuteerde voor die club op 1 augustus 2008, toen met 2–2 gelijkgespeeld werd op bezoek bij Ehime FC. Nadat hij twee jaar zonder club had gezeten, verkaste hij in 2010 naar Kawasaki Frontale, dat op het hoogste niveau acteerde. Hij debuteerde op 11 september 2009 voor zijn nieuwe club, toen Yokohama F. Marinos met 1–3 te sterk was. Zijn eerste doelpunt volgde in het tweede seizoen, op 3 mei 2011. Op die dag was hij in het thuisduel met Júbilo Iwata verantwoordelijk voor de enige treffer van het duel. In die jaargang kwam hij direct tot twaalf doelpunten in de nationale competitie. Ook in de jaren 2014 en 2016 scoorde hij vaker dan tienmaal in de J1 League, wat hij in 2017 en 2018 wist ter herhalen. In die twee jaar kroonde Kawasaki Frontale zich ook landskampioen en in 2017 werd Kobayashi topscorer van de competitie.

## Clubstatistieken
| Seizoen | Club              | Competitie | Competitie | Competitie | Beker | Beker | Internationaal | Internationaal | Totaal | Totaal |
| Seizoen | Club              | Competitie | Wed.       | Dlp.       | Wed.  | Dlp.  | Wed.           | Dlp.           | Wed.   | Dlp.   |
| ------- | ----------------- | ---------- | ---------- | ---------- | ----- | ----- | -------------- | -------------- | ------ | ------ |
| 2008    | Mito HollyHock    | J2 League  | 5          | 0          | 0     | 0     | —              | —              | 5      | 0      |
| 2010    | Kawasaki Frontale | J1 League  | 6          | 0          | 2     | 2     | —              | —              | 8      | 2      |
| 2011    | Kawasaki Frontale | J1 League  | 32         | 12         | 7     | 4     | —              | —              | 39     | 16     |
| 2012    | Kawasaki Frontale | J1 League  | 26         | 6          | 9     | 4     | —              | —              | 35     | 10     |
| 2013    | Kawasaki Frontale | J1 League  | 23         | 5          | 10    | 2     | —              | —              | 33     | 7      |
| 2014    | Kawasaki Frontale | J1 League  | 30         | 12         | 4     | 0     | 6              | 3              | 40     | 15     |
| 2015    | Kawasaki Frontale | J1 League  | 18         | 5          | 1     | 0     | —              | —              | 19     | 5      |
| 2016    | Kawasaki Frontale | J1 League  | 32         | 15         | 2     | 0     | —              | —              | 34     | 15     |
| 2017    | Kawasaki Frontale | J1 League  | 34         | 23         | 6     | 0     | 10             | 6              | 50     | 29     |
| 2018    | Kawasaki Frontale | J1 League  | 27         | 14         | 2     | 1     | 4              | 0              | 33     | 15     |
| 2019    | Kawasaki Frontale | J1 League  | 31         | 13         | 6     | 3     | 6              | 1              | 43     | 17     |
| 2020    | Kawasaki Frontale | J1 League  | 27         | 14         | 7     | 4     | —              | —              | 34     | 18     |
| 2021    | Kawasaki Frontale | J1 League  | 33         | 10         | 7     | 3     | 2              | 0              | 42     | 13     |
| 2022    | Kawasaki Frontale | J1 League  | 30         | 5          | 3     | 0     | 6              | 4              | 39     | 9      |
| 2023    | Kawasaki Frontale | J1 League  | 16         | 4          | 6     | 0     | 3              | 1              | 25     | 5      |
| 2024    | Kawasaki Frontale | J1 League  | 27         | 4          | 2     | 0     | 6              | 0              | 35     | 4      |
| Totaal  | Totaal            | Totaal     | 397        | 142        | 66    | 19    | 43             | 15             | 506    | 176    |

Bijgewerkt op 8 januari 2025.

## Interlandcarrière
Kobayashi debuteerde in het Japans voetbalelftal op 10 oktober 2014. Op die dag werd een vriendschappelijke wedstrijd tegen Jamaica met 1–0 gewonnen. De aanvaller mocht van bondscoach Javier Aguirre in de tweede helft invallen voor Shinji Okazaki. De andere debutanten dit duel waren Tsukasa Shiotani (Sanfrecce Hiroshima) en Taishi Taguchi (Nagoya Grampus). Zijn eerste doelpunt namens het nationale elftal maakte hij op 12 december 2017, tegen China. In de vierentachtigste minuut opende hij de score. Gen Shoji verdubbelde de voorsprong en de Chinees Yu Dabao besliste de stand met een benutte strafschop op 2–1.
| Interlands van Yu Kobayashi voor Japan | Interlands van Yu Kobayashi voor Japan | Interlands van Yu Kobayashi voor Japan | Interlands van Yu Kobayashi voor Japan | Interlands van Yu Kobayashi voor Japan | Interlands van Yu Kobayashi voor Japan | Interlands van Yu Kobayashi voor Japan |
| №                                      | Datum                                  | Wedstrijd                              | Uitslag                                | Competitie                             | Goals                                  |                                        |
| Als speler bij Kawasaki Frontale       | Als speler bij Kawasaki Frontale       | Als speler bij Kawasaki Frontale       | Als speler bij Kawasaki Frontale       | Als speler bij Kawasaki Frontale       | Als speler bij Kawasaki Frontale       | Als speler bij Kawasaki Frontale       |
| -------------------------------------- | -------------------------------------- | -------------------------------------- | -------------------------------------- | -------------------------------------- | -------------------------------------- | -------------------------------------- |
| 1                                      | 10 oktober 2014                        | Japan – Jamaica                        | 1 – 0                                  | Vriendschappelijk                      |                                        |                                        |
| 2                                      | 14 oktober 2014                        | Japan – Brazilië                       | 0 – 4                                  | Vriendschappelijk                      |                                        |                                        |
| 3                                      | 24 maart 2016                          | Japan – Afghanistan                    | 5 – 0                                  | WK 2018 kwalificatie                   |                                        |                                        |
| 4                                      | 3 juni 2016                            | Japan – Bulgarije                      | 7 – 2                                  | Vriendschappelijk                      |                                        |                                        |
| 5                                      | 7 juni 2016                            | Japan – Bosnië en Herzegovina          | 1 – 2                                  | Vriendschappelijk                      |                                        |                                        |
| 6                                      | 6 september 2016                       | Thailand – Japan                       | 0 – 2                                  | WK 2018 kwalificatie                   |                                        |                                        |
| 7                                      | 6 oktober 2016                         | Japan – Irak                           | 2 – 1                                  | WK 2018 kwalificatie                   |                                        |                                        |
| 8                                      | 11 oktober 2016                        | Australië – Japan                      | 1 – 1                                  | WK 2018 kwalificatie                   |                                        |                                        |
| 9                                      | 9 december 2017                        | Japan – Noord-Korea                    | 1 – 0                                  | EAC 2017                               |                                        |                                        |
| 10                                     | 12 december 2017                       | Japan – China                          | 2 – 1                                  | EAC 2017                               | 84'                                    |                                        |
| 11                                     | 16 december 2017                       | Japan – Zuid-Korea                     | 1 – 4                                  | EAC 2017                               | 3' (pen.)                              |                                        |
| 12                                     | 23 maart 2018                          | Japan – Mali                           | 1 – 1                                  | Vriendschappelijk                      |                                        |                                        |
| 13                                     | 27 maart 2018                          | Japan – Oekraïne                       | 1 – 2                                  | Vriendschappelijk                      |                                        |                                        |
| 14                                     | 11 september 2018                      | Japan – Costa Rica                     | 3 – 0                                  | Vriendschappelijk                      |                                        |                                        |

Bijgewerkt op 8 januari 2025.

## Erelijst
| Competitie          |                   |                        |                   |                   |
| Competitie          | Aantal            | Jaren                  |                   |                   |
| Kawasaki Frontale   | Kawasaki Frontale | Kawasaki Frontale      | Kawasaki Frontale | Kawasaki Frontale |
| ------------------- | ----------------- | ---------------------- | ----------------- | ----------------- |
| J1 League           | 4                 | 2017, 2018, 2020, 2021 |                   |                   |
| Individueel         |                   |                        |                   |                   |
| Topscorer J1 League | 1                 | 2017 (23 goals)        |                   |                   |